# The Court of the Crimson King
 (décembre 2022).
Si vous disposez d'ouvrages ou d'articles de référence ou si vous connaissez des sites web de qualité traitant du thème abordé ici, merci de compléter l'article en donnant les références utiles à sa vérifiabilité et en les liant à la section « Notes et références ».
Singles de King Crimson
Cat Food
(1970)
Pistes de In the Court of the Crimson King
Moonchild
The Court of the Crimson King est une chanson du groupe de rock progressif King Crimson, parue en 1969 sur le premier album du groupe, In the Court of the Crimson King. Elle sort également en single, dans une version abrégée qui occupe les deux faces du 45 tours.
Cette chanson est marquée par un usage intense du mellotron, et par un thème à l'ambiance surréaliste : elle raconte l'histoire de la cour du « roi cramoisi », où se succèdent divers personnages, tels que la Reine Noire (the black queen) ou la Sorcière de Feu (the fire witch). La chanson se divise en quatre couplets, en une mesure à quatre temps, et séparés par une section entièrement instrumentale intitulée The Return of the Fire Witch.
Dans la version de l'album, The Court of the Crimson King semble s'arrêter brutalement à la fin des quatre couplets, mais le thème est lentement repris au mellotron, sur une allure très progressive, avant un final à l'ambiance apocalyptique, pour s'achever brutalement : cette dernière partie est intitulée Dance of the Puppets.
À l'occasion du 40e anniversaire de la sortie de In the Court of the Crimson King, une version de l'album contenant les Part I et Part II du single est publiée.

## Titres du single
1. The Court of the Crimson King, Part I – 3:22
2. The Court of the Crimson King, Part II – 4:31

## Musiciens
- Robert Fripp : guitare
- Ian McDonald : flûte traversière, clarinette, vibraphone, claviers, mellotron, chant.
- Greg Lake : guitare basse, chant
- Michael Giles : batterie, percussions
- Peter Sinfield : textes et illuminations

## Reprises
- Adaptation française (avec passage orchestral très abrégé) publiée dès 1969 par le chanteur René Joly sous le titre La Cour du roi musicien.
- Doc Severinsen reprend la chanson sur son album paru en 1970 : Doc Severinsen's Closet.

- Elle est également reprise par les anciens membres de King Crimson, Ian McDonald et John Wetton, sur l'album live de Steve Hackett, Tokyo Tapes de 1998.
- Greg Lake, un autre ancien membre de King Crimson, la reprend avec Gary Moore, sur son album Live at Hammersmith Odeon 1981, publié par King Biscuit Records en 1996.

- La chanson est jouée par Howard Stern et son groupe, The Losers, lors d'une « Battle of Bands » contre Tina Yothers et son groupe Jaded, qui jouent l'une de leurs propres chansons.
- Elle est reprise par le groupe de heavy metal britannique Saxon sur son album Killing Ground, sorti en 2001.
- La chanson est jouée lors de la tournée de 2001 de la septième édition du All-Starr Band de Ringo Starr.
- Le rappeur Pharoahe Monch l'a sample dans la chanson The Grand Illusion, tirée de son album W.A.R: We Are Renegades, sorti en 2010.
- La chanson est reprise par le groupe de rock psychédélique The Claypool Lennon Delirium sur son EP Lime and Limpid Green, sorti en 2017.